# Carreteras y rutas en la República Dominicana

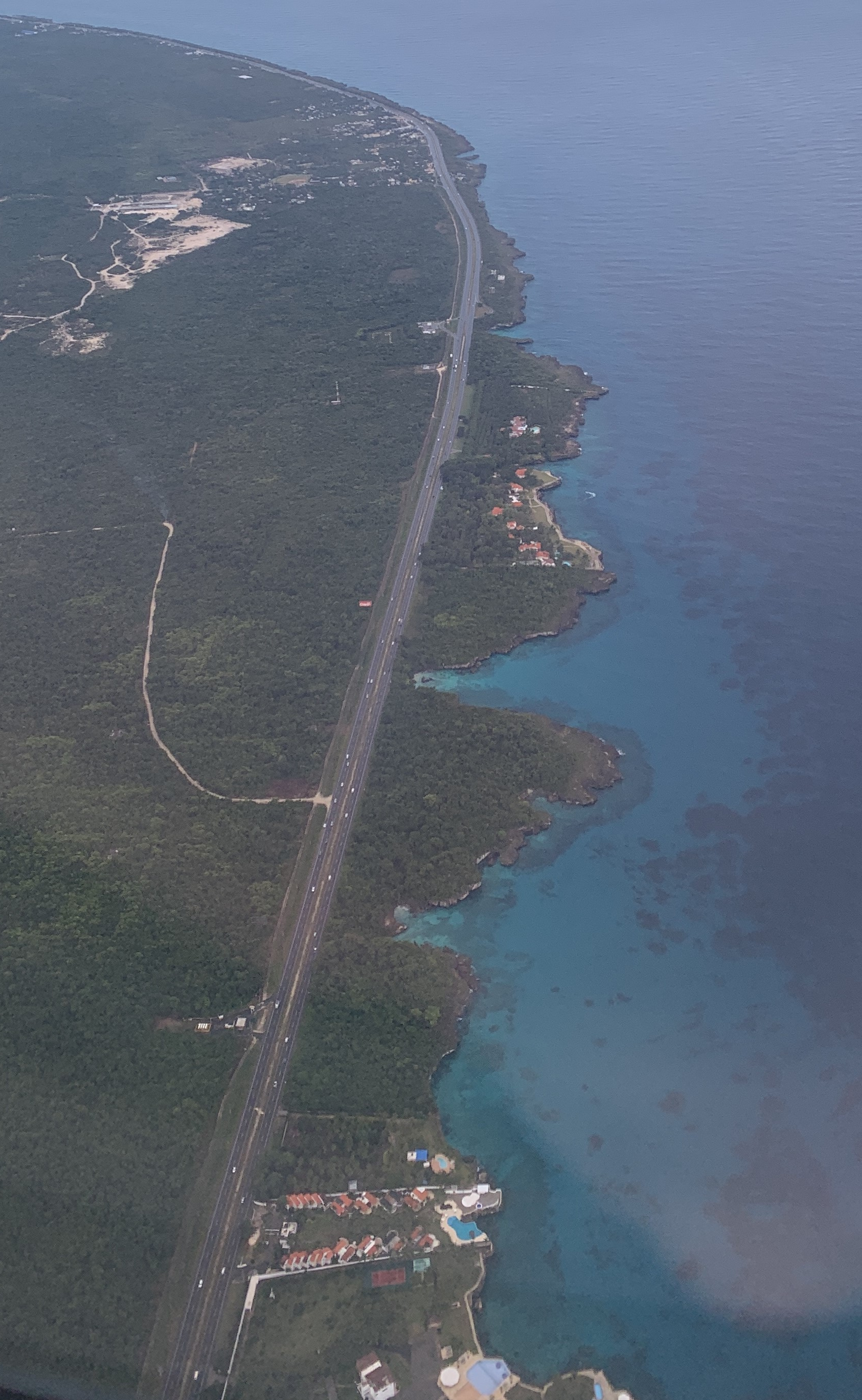
Autovia del Este (sección de RD-3) a la salida de Boca Chica

La República Dominicana cuenta con una red de carreteras y autopistas centrada en torno a la ciudad de Santo Domingo. La mayoría de las rutas nacionales tienen su origen en este punto. El organismo encargado de construir, reparar y dar mantenimiento a esta red es el Ministerio de Obras Públicas y Comunicaciones (MOPC). Adscrito a este Ministerio, el Fideicomiso RD Vial ofrece servicios de asistencia en carretera y es el encargado de supervisar los peajes.
La red se clasifica en carreteras troncales, carreteras secundarias, carreteras terciarias y caminos vecinales, trochas y veredas. Según MOPC, el país cuenta con 1,395 km de carreteras troncales, 2,412 km de carreteras secundarias y 1,620 km de carreteras terciarias.

## Carreteras troncales

Simbología de las vías troncales dominicanas

El MOPC define las carreteras troncales como la red de vías que proporcionan un elevado nivel de movilidad, enfocada en el tráfico a larga distancia y la conectividad de las principales ciudades. Los datos del Ministerio señalan que hay 1,395 km de carreteras troncales.
Se identifican con un símbolo azul con un numeral blanco coronado con una franja roja con la leyenda "Rep. Dom." Se identifican con los números del 1 al 9, existiendo actualmente 7 vías pertenecientes a esta red.

### RD-1

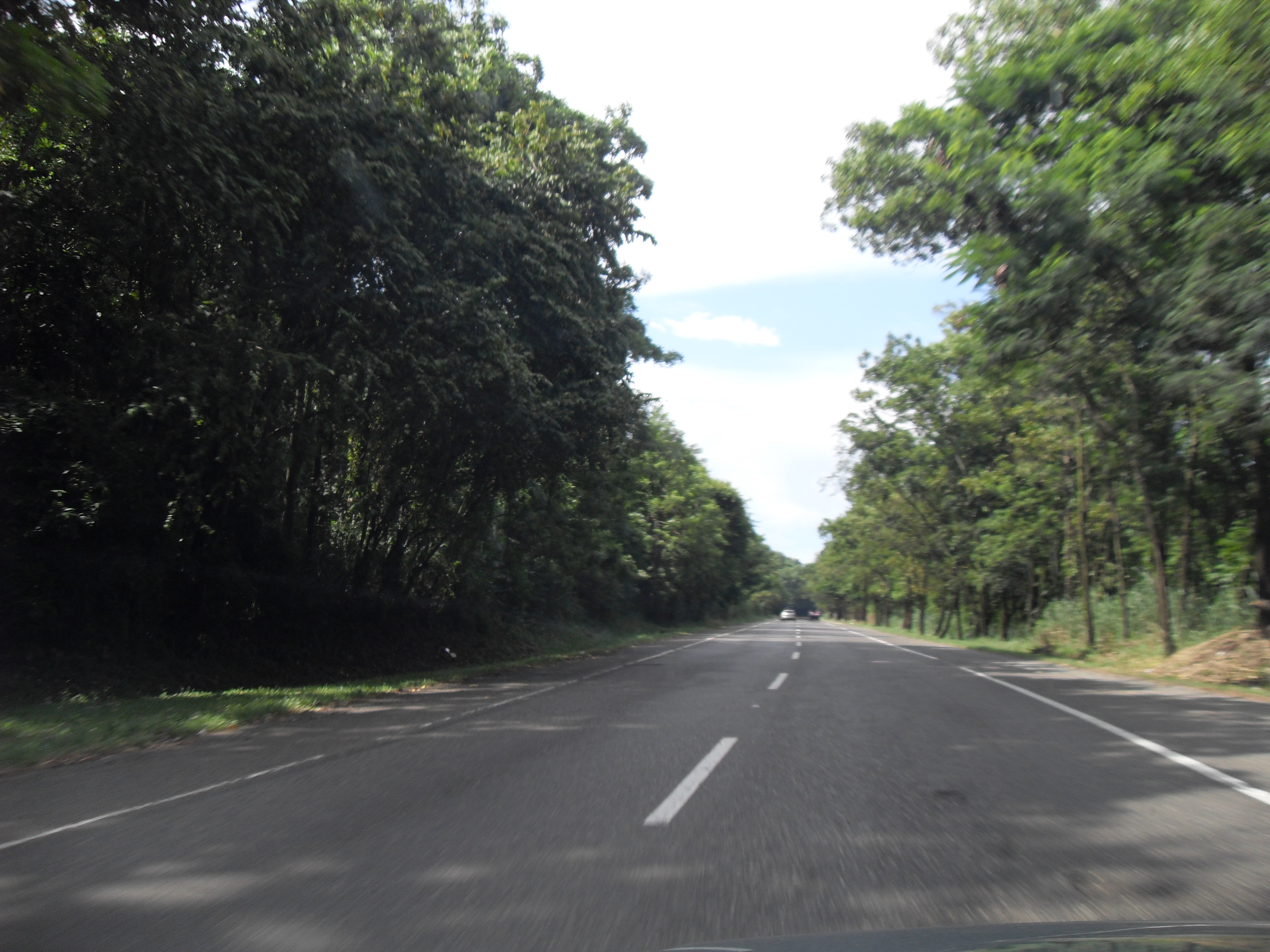
Autopista Duarte

La vía troncal RD-1, llamada comúnmente autopista Duarte, es la principal vía del país. Conecta los dos núcleos urbanos más importantes, Santo Domingo y Santiago, uniendo la capital con la región Cibao. Parte desde el sur en el Gran Santo Domingo en la Av. John F. Kennedy, donde recibe el nombre de autopista Juan Pablo Duarte. Se dirige al noroeste y norte atravesando las provincias de Santo Domingo, San Cristóbal, Monseñor Nouel, La Vega, Santiago, Valverde y Monte Cristi. En la ciudad de Santiago, la cual atraviesa, lleva el nombre de Av. Estrella Sadhalá. Al cruzar la Circunvalación Norte, pasa a llamarse autopista Joaquín Balaguer durante unos kilómetros para volver a su nombre anterior de autopista Juan Pablo Duarte. En este punto gira hacia el oeste a través del valle del Cibao corriendo casi paralela al río Yaque del Norte. Termina finalmente en la bahía de Monte Cristi.
Conecta los siguientes municipios: Santo Domingo de Guzmán, Los Alcarrizos, Pedro Brand, Villa Altagracia, Piedra Blanca, Bonao, La Vega, Puñal, Santiago de los Caballeros, Villa González, Villa Bisonó o Navarrete, Esperanza, Laguna Salada, Villa Vásquez y Monte Cristi.
Cuenta con un peaje en torno al km 27, antes de llegar a Pedro Brand. Cuenta con carril exclusivo de Paso Rápido. El pago se realiza en el sentido de salida de Santo Domingo.

### RD-2

La vía troncal RD-2 es mayormente conocida como carretera Sánchez y conecta la capital con la región Sur del país. Comienza en torno al Centro de los Héroes con el nombre de autopista 30 de Mayo y bordea la costa rumbo oeste. Pasa a llamarse carretera Sánchez al salir del Distrito Nacional antes de cruzar el río Haina. De ahí, atraviesa las provincias de San Cristóbal, Peravia, Azua, San Juan y Elías Piña. Concluye en la frontera con Haití, donde recibe la numeración 305. En su camino, cruza el río Ocoa en el límite entre Peravia y Azua.
Conecta los siguientes municipios: Santo Domingo de Guzmán, Santo Domingo Oeste, Bajos de Haina, San Cristóbal, Yaguate, Baní, Las Charcas, Estebanía, Azua, Sabana Yegua, Tábara Arriba, Las Yayas de Viajama, San Juan de la Maguana, Las Matas de Farfán y Comendador.
Tiene un peaje al salir de Santo Domingo, antes de cruzar el río Haina. Cuenta con carril exclusivo de Paso Rápido. El pago se realiza en el sentido de salida de Santo Domingo.
El 15 de febrero de 2023, se concluyó la construcción del tramo de circunvalación de Azua, con un recorrido de 13.5 km. Se estima que para finales de 2023 estará concluida la circunvalación de Baní. Estos proyectos agilizan el transporte entre la región Sur y la capital.

### RD-3

La vía troncal RD-3 conecta la capital con la región Este. Es la principal ruta hacia el Aeropuerto Internacional de Las Américas, así como a importantes puntos turísticos como Punta Cana, La Romana, Juan Dolio o Boca Chica. Atraviesa las provincias de Santo Domingo, San Pedro de Macorís, La Romana y La Altagracia.

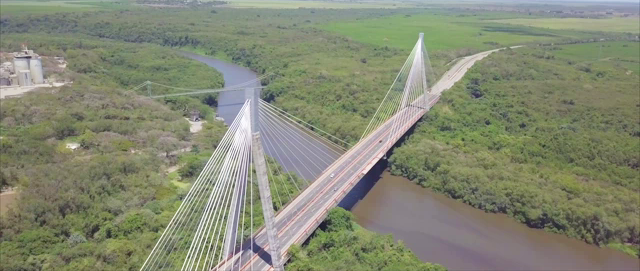
Puente sobre el río Higuamo a las afueras de San Pedro de Macorís, parte de RD-3

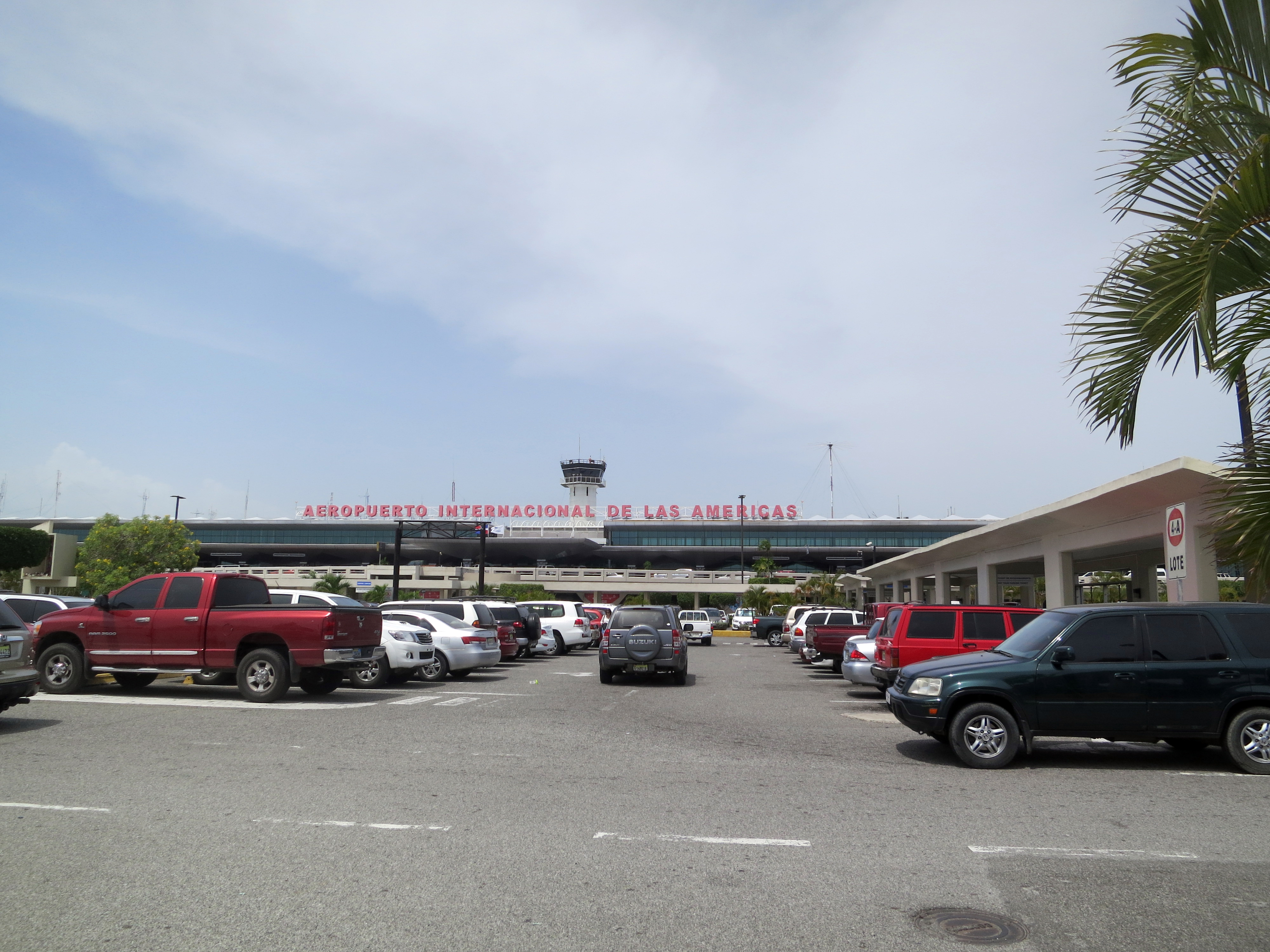
El Aeropuerto Internacional de Las Américas se conecta al Gran Santo Domingo a través de RD-3.

Se origina en la Av. 27 de Febrero, desde donde se dirige al este y cruza los puentes Duarte y Juan Bosch sobre el río Ozama para convertirse en la autopista de Las Américas. Tuerce hacia el sudeste hasta la costa caribeña, donde se encuentra con la Av. España y la Av. Charles de Gaulle. Bordea la costa rumbo este hasta el Aeropuerto de Las Américas. Al llegar a Boca Chica pasa a llamarse Autovía del Este. Cruza el río Higuamo al rodear San Pedro de Macorís, coincidiendo un tramo con RD-4. Forma otra circunvalación en La Romana. De ahí conecta con el Aeropuerto Internacional de La Romana y cruza el río Chavón. En este punto comienza a llamarse autopista del Coral. Tuerce hacia el norte antes de dirigirse nuevamente al este. Termina en las proximidades del Aeropuerto Internacional de Punta Cana.
Conecta los siguientes municipios: Santo Domingo de Guzmán, Santo Domingo Este, Boca Chica, Guayacanes, San Pedro de Macorís, Villa Hermosa y La Romana, así como la zona turística Bávaro-Punta Cana.
Cuenta con cuatro peajes: Las Américas, antes de la salida del aeropuerto; La Romana, al norte de la ciudad antes de cruzar el río Dulce; El Coral I, kilómetros antes de su cruce con RD-4; y El Coral II, antes de llegar a Punta Cana.

### RD-4

La vía troncal RD-4 es otra de las rutas que conectan la capital con la región Este. Se le conoce como carretera Mella y atraviesa las provincias de Santo Domingo, San Pedro de Macorís, Hato Mayor, El Seibo y La Altagracia. Comienza en la zona urbana de Santo Domingo Este en el ensanche Alma Rosa. Al salir de la zona urbana cruza la autopista Juan Pablo II, desde donde empieza a tratarse como vía troncal. Va mayormente paralela a la Autovía del Este, con la que se cruza en la circunvalación de San Pedro de Macorís. De ahí se dirige al norte a Hato Mayor, tuerce al este a El Seibo e Higüey y finalmente se dirige al sur y sudeste para terminar en la bahía de Yuma.
Conecta los siguientes municipios: Santo Domingo Este, San Pedro de Macorís, Consuelo, Hato Mayor, El Seibo, Higüey y San Rafael del Yuma.

### RD-5

La vía troncal RD-5 es la única dentro del sistema vial que no está relacionada con el Gran Santo Domingo. Se le conoce como carretera Gregorio Luperón. Bordea gran parte de la costa atlántica del país. Atraviesa las provincias de Samaná, María Trinidad Sánchez, Espaillat, Puerto Plata y Santiago.
Su extremo este se encuentra en el distrito municipal de Las Galeras, en una de las puntas de la península de Samaná. Se dirige al sur hasta punta Balandra, donde tuerce al oeste bordeando la bahía de Samaná. En este camino conecta la ciudad de Samaná con Sánchez, en el istmo que una la península con el resto de la isla. En este punto se encuentra el Aeropuerto Internacional Presidente Juan Bosch. Gira al norte, hacia bahía Escocesa y Nagua. Continúa bordeando la costa atlántica hasta llegar a Puerto Plata, después de la cual se dirige al sur, atraviesa la cordillera Septentrional y llega a RD-1 en Navarrete.
Conecta los siguientes municipios: Samaná, Sánchez, Nagua, Cabrera, Río San Juan, Gaspar Hernández, Sosúa, Villa Montellano, Puerto Plata, Imbert, Altamira y Villa Bisonó o Navarrete.

### RD-6

La vía troncal RD-6 es la más corta de entre la red de vías troncales. Se le conoce como autopista 6 de Noviembre. Comienza en la plaza de la Bandera de Santo Domingo, desde donde se dirige al oeste y suroeste. Cruza el río Haina a poca distancia de la carretera Sánchez (RD-2). Conecta con la autopista Circunvalación de Santo Domingo, rodea San Cristóbal y termina en DR-2 en la salida occidental de San Cristóbal.
Conecta los municipios de: Santo Domingo de Guzmán, Santo Domingo Oeste y San Cristóbal.
Debe su nombre a la primera Constitución de la República Dominicana, firmada en San Cristóbal el 6 de noviembre de 1844.
Tiene un peaje al salir de Santo Domingo, antes de cruzar el río Haina. Cuenta con carril exclusivo de Paso Rápido. El pago se realiza en el sentido de salida de Santo Domingo.

### RD-7

La vía troncal RD-7 es la más reciente dentro de la red troncal. Se le llama carretera de Samaná porque conecta al Gran Santo Domingo con aquella provincia, a pesar de que técnicamente no llega a este territorio. Atraviesa las provincias de Santo Domingo, Monte Plata, Duarte y María Trinidad Sánchez. Esta carretera y sus peajes ya son de titularidad estatal.
Parte desde la costa caribeña a las afueras de Santo Domingo, en la autopista de Las Américas (RD-3). En este punto se le conoce como autopista Juan Pablo II y se dirige al norte. Empata con la carretera Mella (RD-4) y la autopista Circunvalación de Santo Domingo. Atraviesa una parte del Parque Nacional de Los Haitises. Luego cruza el río Yuna antes de llegar a RD-5 cerca del Aeropuerto Internacional Presidente Juan Bosch.
Conecta los municipios de: Santo Domingo Este, Monte Plata, Sabana Grande de Boyá, Arenoso (Duarte) y Villa Riva.
Contiene tres peajes: uno cerca de su origen en la autopista de Las Américas (RD-3), otro cerca de la autopista Circunvalación de Santo Domingo y otro después de cruzar Los Haitises cerca del distrito municipal de Guaraguao.

## Carreteras secundarias
La segunda categoría de la red vial dominicana es el de las carreteras secundarias. Son aquellas que comunican localidades de menor actividad y las conectan con la red troncal. Según el MOPC, la República Dominicana cuenta con 2,412 km de carreteras secundarias.

Simbología de la carretera de Constanza

Algunas de estas vías y las localidades por las que cruzan son:
| Numeración | Localidades                                                                                                  | Conexiones                                   |
| ---------- | --- | -------------------------------------------- |
| RD-10      | Santo Domingo Norte                                                                                          | 11, 13                                       |
| RD-11      | Santo Domingo Este, Santo Domingo Norte, La Victoria, Hacienda Estrella, Guanuma, Don Juan                   | 10, 23, 808, Circunvalación de Santo Domingo |
| RD-12      | Sabana Puerto, Tireo, Constanza                                                                              | 1, 41                                        |
| RD-13      | Santo Domingo Norte, Chaparral, Guanuma, Los Botados, Yamasá, Peralvillo, Maimón                             | 10, 17, Circunvalación de Santo Domingo      |
| RD-14      | Tamboril, San Víctor, Moca                                                                                   | 21, 132, Circunvalación de Santiago          |
| RD-16      | Santiago, Hato del Yaque, La Cuesta, San José de las Matas, El Rubio, Monción                                | 18, Circunvalación de Santiago               |
| RD-17      | Piedra Blanca, Maimón, Cotuí, Pimentel                                                                       | 1, 13, 23, 132                               |
| RD-18      | Hato del Yaque, La Canela, Guatapanal, Esperanza, Mao, San Ignacio de Sabaneta, Villa Los Almácigos, Partido | 16,29, 31, 45                                |
| RD-19      | San Francisco de Macorís, El Ranchito                                                                        | 1, 23, 132                                   |
| RD-20      | Mao, Cana Chapetón, Guayubín, Castañuelas, Palo Verde                                                        | 1, 18, 31                                    |
| RD-21      | La Vega, Río Verde Arriba, Moca, San Víctor, Jamao al Norte, Sabaneta de Yásica                              | 1, 5, 14, 132                                |
| RD-23      | Guerra, Bayaguana, Monte Plata, Sabana Grande de Boyá, Cevicos, Cotuí, Fantino, Jima Abajo                   | 1, 4, 7, 11, 17, 19, 66, 132, 808            |
| RD-25      | Santiago, La Cumbre, Yásica Arriba, Villa Montellano                                                         | 1, 5, Circunvalación de Santiago             |
| RD-29      | Luperón, La Isabela, Villa Isabela, Los Hidalgos, Cruce de Guayacanes                                        | 1, 18, 30                                    |
| RD-30      | Imbert, Villa Isabela, Estero Hondo, Villa Elisa                                                             | 1, 5, 29                                     |
| RD-31      | Guayubín, San Ignacio de Sabaneta                                                                            | 1, 18, 20                                    |
| RD-41      | San José de Ocoa, Sabana Larga, Constanza                                                                    | 2, 12                                        |
| RD-44      | Tábara Abajo, La Canoa, Jaquimeyes, Barahona, La Ciénaga, Paraíso, Enriquillo, Oviedo, Pedernales            | 2, 46                                        |
| RD-45      | Monte Cristi, Dajabón, Loma de Cabrera, Restauración, Pedro Santana, Bánica, Sabana Higüero                  | 1, 2, 18, RN45 (Haití)                       |
| RD-46      | Barahona, Cabral, Mella, Duvergé, El Limón, Jimaní                                                           | 44, 48                                       |
| RD-47      | Comendador, Hondo Valle, La Descubierta                                                                      | 2, 48, 50                                    |
| RD-48      | Jimaní, La Descubierta, Postrer Río, Los Ríos, Villa Jaragua, Neiba                                          | 46, 47, RN8 (Haití)                          |
| RD-50      | San Juan de la Maguana, Vallejuelo, Jorjillo, El Cercado, Juan Santiago                                      | 2, 47                                        |
| RD-66      | Bayaguana, El Puerto, Hato Mayor                                                                             | 4, 23, 78                                    |
| RD-78      | Guayacanes, Los Llanos, El Puerto                                                                            | 3, 4, 66                                     |
| RD-101     | La Romana, Guaymate                                                                                          | 3, 4, 102                                    |
| RD-102     | San Pedro de Macorís, Ramón Santana                                                                          | 3, 101                                       |
| RD-103     | Hato Mayor, San Rafael, El Valle, Sabana de la Mar                                                           | 4, 104                                       |
| RD-104     | Sabana de la Mar, La Gina, Miches, El Cedro, Las Lagunas de Nisibón                                          | 103, 105, 107                                |
| RD-105     | Higüey, La Otra Banda, Macao, Bávaro, Punta Cana                                                             | 3, 104, 106                                  |
| RD-106     | La Otra Banda, Verón, Punta Cana                                                                             | 105                                          |
| RD-107     | El Seibo, Pedro Sánchez, Miches                                                                              | 4, 104                                       |
| RD-132     | Moca, Salcedo, Tenares, San Francisco de Macorís, Pimentel, Castillo, El Factor, Nagua                       | 5, 14, 17, 19, 233                           |
| RD-133     | Las Terrenas                                                                                                 | 5                                            |